# Remigio de la Santa y Ortega
Remigio de la Santa y Ortega (Yecla 1745 - Lérida 1818) fue un obispo español, conocido por sus actividades contra los movimientos revolucionarios en la América española a principios del siglo XIX.

## Obispo de Panamá y de La Paz
Remigio de la Santa y Ortega nació en Yecla el 1 de octubre de 1745, fue hijo de Pablo de la Santa y Muñoz y de Manuela Ortega Ibáñez, siendo de familia hidalga. Ingresó al seminario de San Fulgencio en 1753 y para 1772 empezó a enseñar teología en el seminario de San Miguel en Orihuela. Se trasladó a Valencia donde obtuvo el doctorado en derecho canónico, posteriormente consiguió ser canónigo de la Colegiata de San Isidro en Madrid.
Fue en la capital española donde logró destacarse por sus elevados estudios, llamó la atención de Carlos IV quien lo nombró Capellán del rey,  desde ahí ganó gran influencia y consiguió que para 1792 el papa Pío VI lo nombrara obispo de Panamá.
Asumió el cargo de obispo el 1 de febrero de 1793, recorrió las provincias de Portobelo y Chagres donde dispuso de sus propios ingresos para incentivar la agricultura y mejorar la situación de aquellas regiones. También recorrió la región de Chiriquí en 1795 organizando las parroquias y consagró la Catedral de Panamá el 4 de abril de 1796.
En julio de 1797 fue nombrado obispo de La Paz y se dirigió a esta ciudad aunque el cargo recién lo asumió el 10 de febrero de 1799. Se dedicó a mejorar el establecimiento del seminario de San Jerónimo con la intención de convertirlo en universidad, para esto se alió con el intendente Antonio Burgunyó y Juan y enviaron una solicitud a la Real Audiencia de Charcas para iniciar el trámite, pero ésta fue rechazada.
Visitó también las misiones franciscanas de Apolobamba, Mapiri y Mosetenes financiando la mejora de caminos con sus propios recursos, ayudado por José Ramón de Loayza Pacheco consiguió fondos para construir un asilo de ancianos, un orfanato, y amplió el hospital para incluir una sección de mujeres.

## Revolución de La Paz
En octubre de 1808 el obispo ya había denunciado a José Gonzales de Prada por intentar una insurrección contra las autoridades españolas, se alió con el intendente Tadeo Dávila para advertir cualquier intento de sublevación y se amenazó con la horca. En mayo de 1809 quedó muy preocupado por la sublevación de Chuquisaca pero en sus cartas al virrey en Buenos Aires aseguraba que la gente de La Paz no se atrevería a algo parecido.
El 16 de julio de 1809 el obispo había dirigido las festividades de la Virgen del Carmen, se encontraba en casa del intendente cuando se escuchó un tumulto en la plaza principal. El obispo, acompañado de un par de esclavos, se dirigió al lugar con la impresión de que se había desatado un incendio en la casa de la marquesa de Aro, que estaba al lado de la casa de gobierno. Sin embargo, la situación era totalmente distinta, los sublevados habían tomado el cuartel y no dejaban de tocar las campanas para llamar a la gente. La Santa se encontró nuevamente con el intendente y ambos se refugiaron en la casa del obispo.
Aquella noche se celebró el cabildo, los revolucionarios pidieron la renuncia del obispo y lo amenazaron de muerte. La Santa presentó su renuncia pero de forma que resultaba inválida, recién el 18 de julio los sublevados se dieron cuenta de aquello pero ya no volvieron a pedir esta renuncia. El 23 de julio se ordenó al obispo abandonar la ciudad de manera inmediata, la madrugada del 24 salió casi sin equipaje y acompañado por dos esclavos rumbo a la hacienda de Millocato que era propiedad de José María Landavere quien también lo acompañó en el viaje.
El 20 de septiembre recibe noticias del alcalde de Irupana, Esteban Cárdenas, y del capitán Joaquín Revuelta quienes preparaban un foco de resistencia en aquella población. La Santa se dirigió inmediatamente al lugar, llegando el 23 de septiembre y tomando el control de la situación, anuncia que él mismo pagaría a toda la tropa. Es importante mencionar que este pago al que se comprometió no fue igual para todos los defensores, se conoce que para los defensores negros pagó solamente 32 pesos mientras que a los demás llegó a pagar 435 pesos. Designó a Revuelta la defensa del poblado mientras que envío mensajeros a Cochabamba y Potosí en busca de ayuda; de la primera recibió municiones y la segunda iba a mandar 300 soldados que nunca salieron de la ciudad pues creían que la situación ya había sido controlada.
El 26 de septiembre el obispo anuncia la excomunión para todos los líderes de la revolución. El 12 de octubre las fuerzas rebeldes llegan al Irupana pero ven el pueblo bien defendido, el líder revolucionario Manuel Victorio García Lanza solicita al obispo que le permita ingresar al pueblo para recibir el perdón de la iglesia pero La Santa sabía que esto era una trampa para que los rebeldes logren ingresar sin problema al pueblo por lo que niega esta petición. Entonces Lanza pide que el obispo salga del pueblo para reunirse con él, el obispo sale muy protegido y los rebeldes no se atreven a atacar. Lanza se retira y regresa el 25 de octubre rodeando al pueblo, esa noche La Santa visitaba cada 3 o 4 horas las barricadas dando ánimos a los defensores, incluso había designado a varios sacerdotes como capitanes de los indígenas. El 26 de octubre se produce el ataque de los rebeldes al pueblo de Irupana, la batalla es encarnizada pero los realistas logran derrotar a los revolucionarios. 
Revuelta y Cárdenas ven por conveniente dejar el pueblo y piden al obispo que se retire a Cochabamba, éste marcha en realidad hasta La Plata donde justifica sus actuaciones ante las autoridades. Regresando a La Paz ofició una misa de expiación para la imagen de la Virgen del Carmen que había sido utilizada por los revolucionarios de manera propagandística.

## Regreso a España
En 1810 estalla la revolución en Buenos Aires y con su victoria en la Batalla de Suipacha el obispo decide dejar la ciudad de La Paz y trasladarse a Puno, incluso pidió que su diócesis fuera trasladada a este lugar. 
Para enero de 1814 el obispo se traslada a Lima donde presenta su renuncia al obispado de La Paz, ésta no fue aceptada hasta agosto de 1816. En septiembre de ese mismo año se embarca rumbo a Cádiz.
En España es condecorado por el rey Fernando VII por los servicios prestados a la corona, en 1818 se lo nombra obispo de Lérida pero La Santa muere en noviembre de ese año en camino a tomar su puesto y es enterrado en la catedral de la que sería su nueva diócesis.